# Doratonotus
Doratonotus  es un género de peces de la familia de los Labridae y del orden de los Perciformes.

## Especies
De acuerdo con FishBase:
- Doratonotus megalepis Günther, 1862